# Le Chevalier rouge (bande dessinée)
Pour les articles homonymes, voir Chevalier rouge.

Le Chevalier rouge (néerlandais : De Rode Ridder) est une série de bande dessinée jeunesse néerlandaise créée par Willy Vandersteen en 1959 dans le quotidien De Standaard, d'après les romans jeunesse du même nom (nl) écrits par Leopold Vermeiren (nl) 13 ans plus tôt. Son principal auteur a cependant été Karel Biddeloo, qui en dessine 163 épisodes publiés de 1969 à sa mort en 2004. Son auteur depuis 2016 est Fabio Bono.
Bande dessinée d'aventure située en contexte médiéval, Le Chevalier rouge met en scène Johan, un chevalier vaillant, loyal et bon bretteur qui voyage à travers le monde.
Extrêmement populaire dans les Flandres et aux Pays-Bas, la série comptait, en juin 2022, 274 albums. Seuls 19 d'entre eux ont été publiés en français, au milieu des années 1980.